# Стамбеков, Ерлан Даулетович
Ерлан Даулетович Стамбеков (каз. Ерлан Дәулетұлы Стамбеков, род. 17 декабря 1966) — казахстанский бизнесмен, государственный деятель, член Комитета по финансам и бюджету Мажилиса Парламента Республики Казахстан VIII созыва.

## Биография
Уроженец города Алматы. Учился в средней алматинской школе N36.

### Образование
С 1984 по 1991 годы, с перерывом на срочную службу в рядах Вооружённых сил СССР (1985—1987), проходил обучение в Алма-атинском архитектурно-строительном институте, получил специальность «инженер-экономист».

### Трудовая деятельность
Свою трудовую деятельность начал в 1991 году, трудоустроившись маклером на Алма-атинской фондовой бирже.
С 1992 по 1997 годы работал в должности директора АО "Международный торговый дом «Анар».
С 1997 по 2000 годы — генеральный директор ТОО «ALA Data Systems ltd».
С 2000 по 2001 годы являлся сотрудником РГП «Главное диспетчерское управление нефтегазовой промышленности», с 2001 года — заместитель генерального директора.
С 2001 по 2003 годы возвратился на должность генерального директора ТОО «ALA Data Systems ltd».
С 2003 по 2004 годы выполнял трудовые обязанности директора департамента корпоративного развития ЗАО «Казтрансойл» и продолжал возглавлять компанию «ALA Data Systems ltd», также одновременно являлся президентом ТОО «Alacard Petroltech».
С октября 2013 по июль 2014 годы работал в должности директора региональной Палаты предпринимателей города Алматы. С декабря 2015 по 2018 годы являлся председателем регионального совета Палаты предпринимателей Алматы.

## Выборные должности
С 1989 по 1993 годы депутат Алма-атинского городского совета народных депутатов, был председателем комиссии по делам молодежи, воинов-афганцев
С 28 марта 2023 года является депутатом Мажилиса Парламента Республики Казахстан VIII созыва. Самовыдвиженец по избирательному округу № 4 (город Алматы). В Парламенте работает в должности члена Комитета по финансам и бюджету.

## Общественно-политическая работа
Являлся членом экспертных советов в Агентстве по борьбе с экономическими и коррупционными преступлениями и в Алматинском городском Акимате.
Был председателем Авторского Совета Республиканского Общественного Объединения "Авторское Общество «Абырой».

## Семья
Женат, воспитал четверых детей.